# Silvia Cartwright
Silvia Rose Cartwright, z domu Poulter (ur. 7 listopada 1943 w Dunedin) – nowozelandzka działaczka państwowa, gubernator generalny Nowej Zelandii w latach 2001–2006, prawnik.

## Życiorys
Ukończyła High St School, Otago Girls High School i prawo na Uniwersytecie Otago. Ma 4 siostry i 1 brata, w 1969 wyszła za mąż za prawnika Petera Cartwrighta. W 1989 została prezesem Sądu Dystryktowego, w 1993 weszła w skład Sądu Najwyższego. Zawodowo i prywatnie podejmowała działania na rzecz kobiet i ich praw. Była gospodynią międzynarodowej konferencji kobiet-sędziów w Wellington w 1993; w tym samym roku została członkinią Komisji Praw Człowieka w Organizacji Narodów Zjednoczonych.
W 1989 została Damą Orderu Imperium Brytyjskiego (DBA). Od 4 kwietnia 2001 do 4 sierpnia 2006 była gubernatorem generalnym Nowej Zelandii.